# Alix Duchet
Alix Duchet (Roanne, 30 de dezembro de 1997) é uma jogadora francesa de basquete profissional que atualmente joga pelo Tango Bourges Basket da Euroliga Feminina.
Ela conquistou a medalha de bronze nos Jogos Olímpicos de Verão de 2020 com a seleção da França.